# Неукротимая Хильда (телесериал)
«Неукротимая Хильда» (порт. Hilda Furacão) — мини-сериал телекомпании «Глобу» по роману Роберту Друммонда (обработка бразильской сценаристки Глории Перес).

## О сериале
История золушки, перенесённая в 50-е годы в Бразилию, умело смешанная с коммунизмом, вопросами религии и жизнью публичного дома в Белу-Оризонти.Повествование ведется от лица самого автора, активного участника этой истории.

### Сюжет
Хильда Мюллер, девушка из обеспеченной семьи, в день свадьбы с женихом Жукой сбегает из дома в подвенечном платье и по собственному желанию остаётся в районе «красных фонарей». Однажды гадалка ей предсказывает, что её мужчина придёт в тот день, когда она потеряет свою любимую туфельку. По воле случая туфельку найдёт «святой» Малтус, ученик падре Нельсона. С этого момента начнётся история их запретной любви.

## В ролях
- Ана Паула Арозиу — Хильда Мюллер
- Родригу Санторо — брат Малтус
- Дантон Мело — Роберту Друммонд
- Паулу Аутран — Падре Нельсон
- Зезе Полесса — Нене
- Тьяго Ласерда — Арамел
- Палома Дуарте — Леонор
- Ева Тодор — Лоло
- Рожерио Кардосо -Вентура
- Тереза Сейблиц — Габриэла «М».
- Стенио Гарсия — Тонику Мендес
- Дебора Дуарте — Созинья
- Рози Кампус — Мария-Ду Сокорру-«Гроза мужчин»
- Элиане Джардини — Берта Мюллер
- Маркос Фрота — падре Жеральду
- Матеус Наштергаеле — «Куколка»
- Каролина Кастинг — Бела
- Педру Брисиу — Жука
- Клаудия Аленкар — Дивинея
- Татьяна Исса — Доринья
- Шику Диас — Орланду Бонфин
- Луис Мело — падре Сиру
- Вальдерез ди Баррос — Сиана
- Сининья ди Паула — Лусианара
- Даниэль Боавентура — Зику
- Мария Майя — Зора
- Мара Манзан — Невита
- Иван Кандиду — Прокопио
- Энри Пагнонселли — Мюллер

а также:
- Карлос Вереза — Лорка
- Арлет Саллес — мадам Жанети (гадалка)
- Марио Лаго — Олаву
- Тарсизиу Мейра — полковник Поссидонио
- Роберто Бонфин — полковник Филогонио

## Премии
- 1999 год, премия «APCA trophy»: 
Волф Майя — лучший телережиссёр
Глория Перес — лучший телесценарий
Рожерио Кардосо — лучшая мужская роль второго плана 
Матеус Наштергаеле — телевизионное открытие (новичок) года.

## Любопытные факты
- В сериале были заняты во второстепенных ролях жена и дочь режиссёра (Сининья ди Паула и Мария Майя).
- Паулу Аутран, бразильский «господин сцены»[2] крайне редко снимался на телевидении, предпочитая театр. Последняя важная роль на телевидении им была сыграна в 1988 г. Он во многом способствовал началу кинокарьеры актёра Родригу Санторо в Бразилии после совместного участия в этом сериале[3].
- Многие считают, что сериал основан на жизни Хильды Майя Валентин, жены футболиста Пауло Валентина. Об этом много писали в бразильской прессе в 1998 году, после выхода мини-сериала на бразильские экраны. Журналисты основывали свои догадки об истинной личности Хильды на том, что многие факты, изложенные в сериале, совпадали с фактами из жизни Хильды Майя, но Глория Перес и автор книги «Неукротимая Хильда» Роберто Дрюммонд всегда отрицали это.
- Фото из фильмаhttps://pin.it/5OdlqTgEY
- https://pin.it/1qx4nTzDh
- https://pin.it/4l8SSQ683
- https://pin.it/3oMPtSEco
- https://pin.it/5RFmiosf4